# Hainosaurus
Hainosaurus („ještěr od řeky Hain“) je rod vymřelého mořského plaza z čeledi Mosasauridae. Byl jedním z největších zástupců této čeledi, jeho délka mohla v dospělosti dosáhnout zhruba 12 až 17 metrů. To z něj zřejmě dělalo dominantního predátora svrchnokřídových moří. Mezi možnou potravu hainosaurů patřily želvy, plesiosauři, ptakoještěři, hlavonožci, žraloci, ryby nebo i jiní mosasauři. Byl zástupcem podčeledi Tylosaurinae, patřil tedy k blízkým příbuzným severoamerického rodu Tylosaurus.

## Nový druh
Koncem roku 2022 byl popsán nový druh H. boubker z lokality Ouled Abdoun v Maroku.